# Bjørn Hougen
Bjørn Hougen, född 1898, död 1976, var en norsk arkeolog. Han blev fil.dr. (dr.philos.) 1936, och konservator vid Universitetets oldsaksamling i Oslo 1924. 1952–1966 var han professor i nordisk arkeologi vid Universitetet i Oslo och chef för Oldsaksamlingen.
Hougen ägnade sig särskilt åt järnåldern och dess stilhistoria och gav ut en rad arbeten i dessa ämnen, bland annat doktorsavhandlingen Snartemofunnet (1935) och ett viktigt bidrag till östra Norges förhistoriska bosättningshistoria, Fra seter til gård (1947).